# Pézsmahagyma
A pézsmahagyma (Allium moschatum) az amarilliszfélék családjába tartozó, Dél-Európában és Nyugat-Ázsiában honos, Magyarországon védett növényfaj.

## Megjelenése

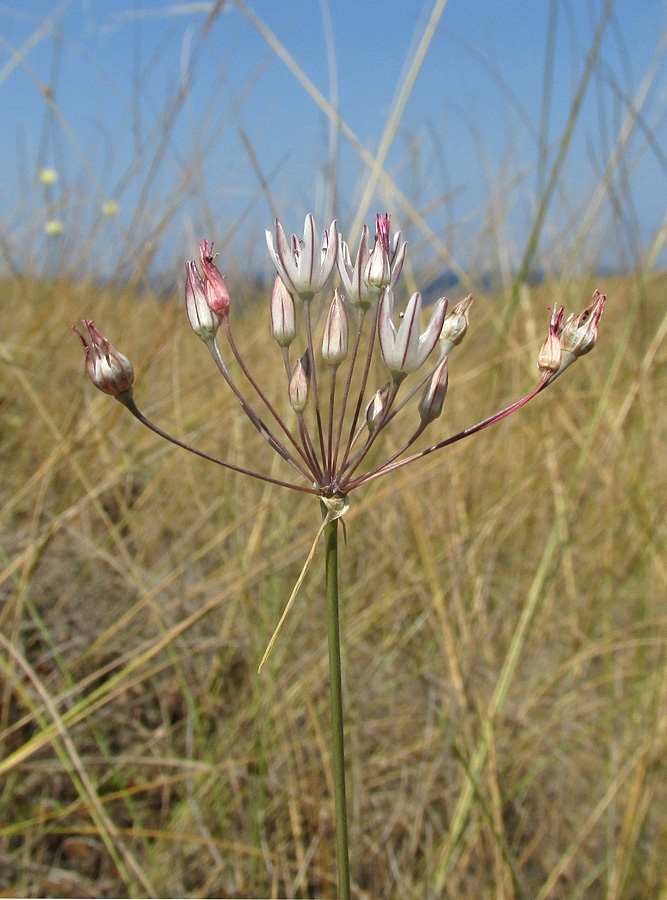
A pézsmahagyma virága

A pézsmahagyma 10-30 cm magas, lágyszárú, évelő növény. Hagymája kb. 1 cm széles, alakja keskeny tojásdad, külső buroklevelei alul rostosak, csúcsuknál hálózatosan foszlók. Levelei szálasak, max. 14 cm hosszúak, 0,5 mm szélesek, hengeresek, fonálszerűek. 
Virágzata ernyős. A lepellevél 6-7 mm hosszú, 1,5-2 mm széles, halvány rózsaszínű, középere sötétlila, lilásbarna vagy zöldesbarna. Egyes porzószálak legalább részben lapos-szalagosak, nem mind fonalas. A virágok kocsányai egy pontból indulnak. A buroklevél maradványai tojásdad-lándzsások vagy szálasabbak, de mindig rövidek, többnyire nem érnek túl a virágzat hosszán. Sarjhagymácskái nincsenek. 

## Elterjedése, életmódja
Dél-Európában és Nyugat-Ázsiában honos, az Ibériai-félszigettől a Krímen és Kis-Ázsián keresztül a Kaukázusig, Északnyugat-Iránig. Magyarországon szórványosan fordul elő, a Dunántúli-középhegységben, a Duna-Tisza közén, a Cserháton és a Gödöllői-dombságon.  
Sziklagyepek, sziklafüves lejtők, homokpuszták, karsztbokorerdők lakója.
Augusztus-szeptemberben virágzik. 
Védett, természetvédelmi értéke 5 000 Ft.